# Lab Report
Lab Report — импровизационная дарк-эмбиент группа, созданная Мэтью Шульцем, Эриком Паундером и Крисом Блейзеном в 1989 году. Экспериментальный проект получил известность как один из самых ранних дарк-эмбиентных музыкальных проектов, возникших в жанре индастриал.

## История
Экспериментальная группа из Чикаго подписала контракт с Invisible Records в 1990 году и выпустила четыре CD под этим лейблом. Группа стала известна благодаря использованию инструмента Anti Tank Guitar, созданного Мэтью Шульцем. Состав Lab Report всегда менялся со специальными гостями, включая Дженезиса Пи Орриджа, Лидию Ланч, Криса Коннелли, Джонни Полонски, Криса Блейзена, Бекки Аллен, Керри Симонян, Дерека Фредериксона, Тома Слэттери и других.
Мэтью Шульц продолжил работу в качестве руководителя Lab Report и выпустил еще три альбома на лейбле Gein. Музыкальный стиль проекта расширился, чтобы охватить широкий диапазон и стал все более мультимедийным.

## Дискография
- Fig X-71 (1991) (Invisible Records)
- Unhealthy (1993) (Invisible Records)
- Terminal (1995) (Invisible Records)
- Excision (1997) (Invisible Records)
- All Your Little Pieces, Make Me a Whole (1998) (Gein Records)
- -Classical -Atmospheres (1999) (Gein Records)
- 2000 After Death Live (2000) (Gein Records)